# Enteroskopie
Enteroskopie je lékařská vyšetřovací metoda využívající optického zařízení - endoskopu k zobrazení tenkého střeva. Na rozdíl od gastroskopie či koloskopie se jedná o vyšetření podstatně méně často prováděné. Důvodem je jednat menší frekvence závažných onemocnění postihujících tenké střevo (zejména nádorových) a také značná délka a nepřístupnost tenkého střeva (jako prostřední části trávicího traktu), což přináší technické problémy. Proto se často jako první vyšetření k posouzení tenkého střeva volí dostupnější a snazší rentgenové vyšetření - enteroklýza či zobrazení pomocí počítačové tomografie (CT enterografie) či magnetické rezonance (MR enterografie). Enteroskopie však umožní přímé zobrazení sliznice, případný oplach zbytků na sliznici, odběr tkáně k mikroskopickému vyšetření či provádění některých léčebných zákroků.

## Typy enteroskopů
- push-enteroskop - podobná se gastroskopu, jen je delší, umožňuje prohlédnout většinou kolem 100 cm horní části tenkého střeva
- jednobalónová enteroskopie - přístroj je vybaven balónkem, jehož střídavé nafukování a uvolňování usnadňuje postup hlouběji
- dvojbalónová enteroskopie - při vyšetření se zavádí enteroskop i s posuvným tubusem, který je na něj navlečený (tzv. overtube). Endoskop i overtube jsou vybaveny balónky. Střídavým nafukováním a uvolňováním balónků a posunem endoskopu i overtube je střevo postupně "navlékáno" na overtbube s endoskopem. Vyšetření často umožní prohlédnutí celého tenkého střeva až do tlustého.
- spirální enteroskopie
- kapslová enteroskopie - vyšetření pomocí malé kapsle, která obsahuje miniaturní kameru a po polknutí pořizuje dlouhou sérii snímků, které jsou zaznamenávány a následně vyhodnocovány lékařem. Na rozdíl od předchozích neumožňuje odběr vzorků ani jiné výkony.

## Průběh vyšetření
Většinou se provádí "horním přístupem", tedy zavedení ústy přes jícen a žaludek. Vyžaduje lačnění od půlnoci, průběh je podobný jako u gastroskopie, jen vyšetření je delší a náročnější. Obvykle je podána premedikace - injekce s látkou, která tlumí nemocného a tlumí i vnímání bolesti.
Obvykle není možno prohlédnout celé tenké střevo, podle potřeby je pak možno doplnit vyšetření "dolním přístupem" přes tlusté střevo, což ale vyžaduje vyprázdnění tlustého střeva jako na koloskopii.
Pacient je po vyšetření nějakou dobu pozorován na pracovišti, pokud byl proveden léčebný výkon nebo po náročnějším delším vyšetření může být nutna i hospitalizace.

## Využití enteroskopie
Enteroskopie je prováděna při podezření na onemocnění tenkého střeva. Nejčastěji se jedná o vyšetření krvácení či chudokrevnosti z nejasné příčiny, když vyšetření horní části trávicí trubice ani vyšetření tlustého střeva příčinu neobjasnilo. Dále je prováděno při potížích, které vedou k podezření na Crohnovu chorobu, nádor či polyp tenkého střeva. Toto podezření je často podloženo nálezy ze zobrazovacich metod (Rentgen, CT, MR) a enteroskopie slouží k jejich podrobnějšímu došetření a odběru vzorků k dalšímu vyšetření. K odběru vzorků sliznice k dalším vyšetřením slouží také u nemocných s celiakií nebo jinou malabsorpcí.
Při enteroskopii lze provést také některé léčebné zákroky, které by si dříve vyžádaly operační řešení. Jde například o odstranění polypů (endoskopická polypektomie) nebo o ošetření krvácejícího místa.

## Komplikace
Jsou řídké, může se vyskytnout krvácení či vzácně proděravění stěny střeva. Vyšší riziko komplikaci je u léčebných zákroků.